# Ред и закон: Лос Анђелес
Ред и закон: Лос Анђелес је америчка полицијска процедурална и правна драмска телевизијска серија чија се радња одвија у Лос Анђелесу  где је и снимана. Створио ју је и продуцирао Дик Волф, а развио Блејк Мастерс. Премијерно је приказана на НБЦ-у 29. септембра 2010. као пета серија у франшизи Ред и закон. Ред и закон: Лос Анђелес је дебитовао пошто је изворни Ред и закон завршио свој 20-годишњи низ претходног пролећа. Серија је добила пуну сезону 18. октобра 2010. Међутим, 18. јануара 2011. НБЦ је објавио да ставља серију на чекање на неодређено време. Према речима представника серије, промена распореда није у потпуности изазвана променом глумачке поставе средином сезоне. Мрежа је касније објавила датум повратка серије за 11. април 2011, а последња епизода емитована је 11. јула 2011. Дана 13. маја 2011. НБЦ је отказао серију после једне сезоне.

## Производња

### Повест и развој
Дана 10. јануара 2010. програмска шефица НБЦ-ја Анђела Бромстад објавила је на зимском ТЦА изјави за штампу да је мрежа у преговорима са Диком Волфом о производњи нове серије под називом Ред и закон: Лос Анђелес и назначила да НБЦ жели да ангажује сценаристе за пробну епизоду.
Извештаји почетком маја указивали су да је НБЦ донео одлуку да преузме серију са наруџбином од 13 епизода за јесен 2010. године и доведен је творац серије Братство Блејк Мастерс да заједно створи нову серију смештену у Лос Анђелесу са Волфом. НБЦ је потврдио нову наруџбину серије 14. маја 2010. Рене Балсер је био директор серије и главни сценариста у серији и извршни продуцент заједно са сценаристима пробне епизоде Блејком Мастерсом, Волфом, Петром Јанковским и Кристофером Мисијаном који је раније радио на серији Западно крило.
Серија је добила пуну сезону 18. октобра 2010. Глумачка постава је промењена због уметничког ремонта у јануару 2011. Скит Улрих, Реџина Хол и Меган Бун су напустили серију. Серија је одмах прешла на епизоде са новом глумачком поставом које су прве емитоване. Преостале епизоде са изворном глумачком поставом почеле су да се емитују 30. маја 2011. са епизодом „Одјек парк“.

### Повест емитовања
Серија је првобитно емитована у термину у среду у 22:00 после серије Ред и закон: Одељење за специјалне жртве на НБЦ-у. Након паузе, серија је померена на понедељак увече у 22:00.

### Укидање серије
НБЦ је отказао серију 13. маја 2011, скоро годину дана пошто је отказао изворни Ред и закон. Председник НБЦ-а Роберт Гринблат дао је заслуге творцу Дику Вулфу за поновно осмишљавање серије и рекао: „Покушали смо, али нисмо имали временско раздобље да га вратимо ако неће показивати знакове раста“.
Гринблат је такође рекао ТВ водичу када су их питали о отказивању: „Преместили смо га, скинули га са распореда и покушали да га преправимо. Уметнички се значајно побољшао, а понедељком није имао сјајан увод. Била је једна од оних тешких одлука: да ли да је задржимо или је било време да кренемо даље?" Пре него што је Гринблат додао: „Ред и закон: ЛА мислим да једноставно нисмо успели да добро покренемо. Стављен је на распоред без пробне епизоде прошле јесени пре него што сам стигао. Било је разних врста расула: директор серије је добро прошао, а онда је скинут. У другачијем сценарију који би можда функционисао боље, али смо мислили да није довољно јак играч да наставимо у следећој сезони." Рене Балсер је објавио снимак убрзо пошто је најављено отказивање серије у ком позива обожаваоце да позову НБЦ да обнови серију и навео је да ће се сезона завршити неизвесном судбином. Међутим, због епизода које су емитоване преко реда, епизода на коју је мислио „Хејден тракт“ у ствари није била последња епизода која је емитована.
Ред и закон: Лос Анђелес означава трећу серију у франшизи коју је НБЦ отказао и друга која је отказана након само једне сезоне. Ред и закон: Суђење пред поротом — отказана 2005. године — је била прва.

## Избор глумаца
Први избор глумаца је објављен у јуну 2010. када је Скит Улрих добио улогу детектива Рекса Винтерса из полиције. Због уметничког ремонта, Улрихов лик је убијен на дужности од стране нарко картела. Кори Стол тумачи детектива Томаса „ТЏ“ Џарушалског који је првобитно био у ортаклуку са Рексом Винтерсом, а касније са Рикардом Моралесом. Ванда де Хесус је првобитно глумила поручницу Арлин Гонзалес 31. јула 2010. али је отишла у септембру након снимања само прве две епизоде. Рејчел Тикотин се касније придружила глумачкој постави као Гонзалес, заменивши Де Хесусову и поново снимајући призоре након пробне епизоде.
Алфред Молина је изабран за заменика окружног тужиоца Рикарда Моралеса, а касније је његов лик даје оставку тужилаштву због фрустрације правосудним саставом и тужилачком политиком. Молинин Моралес се вратио свом старом послу полицијског детектива, замењујући Улриховог детектива Винтерса. Реџина Хол је играла Моралесову ортакињу заменицу окружног тужиоца Евелин Прајс. Њен лик је дао оставку тужилаштву убрзо пошто је то и ЗОТ МОралес учинио. Холова је исписана током уметничког ремонта емисије.
Теренс Хауард се придружио глумачкој постави као заменик окружног тужиоца Џона "Џо" Декер чији је лик постављен да ради заједно са замеником тужиоца Моралесом. Хауард и Молина су делили посао, а сваки се појављиваоотприлике у пола епизоде што је омогућавало да у серији глуме глумци дугометражних филмова и глумцима да остану активни у филмовима. Када је Моралес одлучио да се врати у детективе, Декер постаје једини тужилац што је још један учинак уметничког ремонта. Меган Бун је била представљена као млађа заменица окружног тужиоца Лорен Стентон, Декерова помоћница. Бунова је исписана током уметничког ремонта уз образложење да се њен лик преселио у Вашингтон када је њен дечко тамо добио посао.
Након повратка серије, глумица серије Ред и закон Алана де ла Гарза поново је тумачила улогу Кони Рубирозе, сада Декерове нове ортакиње. Рубирозина се преселила из Њујорка у Лос Анђелес да би била близу своје болесне мајке.

## Ликови
- Скит Улрих као старији детектив Рекс Винтерс (епизоде 1−9, 18−22)
- Кори Стол као млађи детектив Томас Џарушалски
- Ванда де Хесус (епизода 1)/Рејчел Тикотин (епизоде 2−22) као поручница Арлин Гонзалес
- Реџина Хол као заменица окружног тужиоца Евелин Прајс (епизоде 1, 3, 5, 9, 19, 21−22)
- Алфред Молина као заменик окружног тужиоца, а касније старији детектив Рикардо Моралес (епизоде 1, 3, 5, 9−17, 21−22)
- Меган Бун као заменица окружног тужиоца Лорен Стентон (епизоде 2, 4, 6, 8, 18, 20)
- Теренс Хауард као заменик окружног тужиоца Џо Декер (епизоде 2, 4, 6, 8, 10−18, 20)
- Алана де ла Гарза као заменица окружног тужиоца Кони Рубироза (епизоде 10−17)

## Формат
У граду Лос Анђелесу, грађане заступају две одвојене, али подједнако важне скупине: полиција која истражује злочин и окружни тужиоци који туже починиоце. Ово су њихове приче.

— Уводни текст који чита Стевен Зирнкилтон
Опис серије објављен на званичном сајту НБЦ-а гласи: „Од Дика Волфа долази до упада у блиставост, гламур и кривицу Лос Анђелеса. Од Тонија Беверли Хилса до лоше стране Холивуда, елитне пљачке. Одељење за убиства је на случају. Комбинујући класично приповедање извучено са наслова са позадином ЛА-а, серија се бави злочинима високог профила на Западној обали." Формат је сличан другим Ред и закон серијама иако је прилагођен саставу кривичног правосуђа у Лос Анђелесу: свака епизода почиње приказивањем злочина, затим представља истрагу СУП-а, кривично гоњење од стране окружног тужиоца ЛА-а и суђење у Врховном суд Лос Анђелеса. Кривична дела која се гоне су описана у Калифорнијском кривичном закону. Као и у другим процедуралним серијама о полиције Ла-а, злочини се понекад називају по бројевима одељака из Кривичног закона.
Ред и закон: ЛА је једина америчка Ред и закон серија смештена ван Њујорка.
Уводни текста није коришћен у прве две епизоде. Почевши од треће епизоде, користи се текст Стивена Зирнкилтона из изворне серије. Текст је измењен након паузе да се јасно помиње Лос Анђелес.
Првобитно, серија је била прва у франшизи која није користила тему пуне дужине која приказује сваког од чланова глумачке екипе. Уместо тога, ова варијанта је користила кратко отварање које је приказивало само наслов серије и „Творац Дик Волф“. Почевши од шесте епизоде, овај кратки увод је потпуно одбачен. Глумачка екипа серије је представљена током првог чина серије, пре списка глумаца који играју у епизоди и екипе.
Са изменама глумачке екипе након паузе, уведена је цела секвенца шпице слична осталим серијама у франшизи. Епизода почиње ноћним погледом на град у златној боји. Док се текст изговара, ознаке подручја у граду и око њега изгледају као да лебде изнад. Од тих слова која плутају заједно саставља се наслов серије. Након почетне сцене у којој је злочин откривен, уводна шпица приказује успорено главне ликове серије док иде слабашан аранжман уобичајене Ред и закон теме.
Серија наставља да користи словолик Фриц Квадрата који се користи у целој франшизи.

## Епизоде
Серија често користи приче засноване на стварним злочинима. Такве епизоде мењају појединости правог злочина, слично ранијој криминалистичкој серији Драгнет из ЛА-а. Наслови епизода су названи по насељима Лос Анђелеса.
Серија је објављена на ДВД-у као комплет од пет дискова. Укључене су све 22 епизоде као и посебни додаци.
| Бр. епизоде | Наслов                | Редитељ            | Сценариста                                 | Премијерно емитовање | Прод. код | Бр. гледалаца (у милионима) |
| --- | --------------------- | ------------------ | ------------------------------------------ | -------------------- | --------- | --------------------------- |
| 1 | "Холивуд"             | Ален Колтер        | Синопсис: Блејк Мастерс Сценарио: Дик Волф | 29. септембар 2010.  | 01001     | 10.64                       |
| Детективи Винтерс и Џарушалски позвани су да истраже када сумњају да је месна глумица Челси Сенет део ланца за провалу која циља на куће познатих становника ЛА. Откривају да су провале починили преостали чланови банде док Челси испраћа власнике куће преко ноћи. Док прате трагове у вези са умешаношћу Челси, Сенетови су сами проваљени – а Челсина мајка Труди пуца у једног од нападача. Како Челси пориче сваку умешаност у провале, појављује се још један вероватни осумњичени. У међувремену, ЗОТ Моралес и Прајсова боре се да обезбеде осуду на суду када се открило да је нападач којег је Труди убила у то време био у вези са њом. |                       |                    |                                            |                      |           |                             |
| 2 | "Одјек парк"          | Алекс Чепл         | Питер Блонер                               | 6. октобар 2010.     | 01002     | 8.26                        |
| Детективи Винтерс и Џарушалски истражују када је недавно пуштена осуђена злочинка Џејн Ли Рејбурн пронађена избодена на смрт на једној од најпознатијих плажа у Лос Анђелесу. Убрзо сумњају да је њено убиство било последица њене улоге у низу убистава у Одјек парку током 1979. Међутим, када је сведочење Рејбурнове цимерке из ћелије Море Дилон открило да ју је Рејбурнова сексуално злостављала све време током боравка у затвору, јача побуда почиње да диже главу. Открива се да је Дилонова погрешно осуђена пре шест година за убиство своје деце у пожару у кући, а да је током саслушања у првобитној истрази Винтерсова супруга Кејси погрешно извршила притисак на сведока да да признање. ЗОТ Декер и Стентонова морају да се носе са Дилониним браниоцем који прети да ће открити Кејсине мрачне тајне пороти. |                       |                    |                                            |                      |           |                             |
| 3 | "Лукаград"            | Ник Гомез          | Џудит Мекрери                              | 13. октобар 2010.    | 01004     | 7.26                        |
| Детективи Винтерс и Џарушалски истражују када је бивши професионални сурфер пронађен убијен у пословници свог диспанзера за лековиту траву. Убрзо откривају да су три пријатеља сурфера, Патрик Скот, Карлтон Кембел и Логан Радмен, можда били умешани у убиство пошто су открили новац украден из амбуланте у камину Карлтоновог оца Греја. Греј, Карлтон и Логан су покушавали да воде кампању да зауставе јавност да користи плажу непосредно иза њихове куће и да су након противљења месног становништва, укључујући и жртву, одлучили да украду новац и да то изгледа као провала. ЗОТ Моралес и Прајсова предузимају контроверзан корак подизања оптужнице против скупине према нејасном статуту против банди који им омогућава да оптуже оца као саучесника у злочину како би оборили његово покриће. |                       |                    |                                            |                      |           |                             |
| 4 | "Силмар"              | Константин Макрис  | Ричард Сверен                              | 20. октобар 2010.    | 01005     | 8.12                        |
| Детективи Винтерс и Џарушалски истражују када је двоје деце изгинуло у праску у лабораторији мета у Силмару. Откривају да је прасак била исход намерног мешања у лабораторију пошто је неко ставио денатурисани алкохол у смешу у покушају да убије растурача дроге. Убрзо откривају да је прасак изазвала скупина мештана и мештанки који су прешли на радикални ислам у покушају да зауставе нарко-злочине у том подручју. Међутим, ствари убрзо постају озбиљне када је завера да се дигне у ваздух пошиљка терета на међународној ваздушној луци у Лос Анђелесу откривена. Иако је бомбашки напад спречен, ЗОТ Декер и Стентонова морају да се боре против Министарства правде пошто су сазнали да ће се оптуженима судити за издају. Декер мора да убеди Министарство одбране да се оптуженима мора судити за убиство двоје деце у ЛА. |                       |                    |                                            |                      |           |                             |
| 5 | "Пасадена"            | Роџер Јанг         | Дебра Џ. Фишер                             | 3. новембар 2010.    | 01006     | 7.83                        |
| Детективи Винтерс и Џарушалски истражују када су жену која је у четвртом месецу трудноће ударила кола. Сазнају да је Ребека Тонлибила у вези са америчким конгресменом Томасом Нелсоном и да би спречила да његова жена то сазна живела са његовим запосленим Адамом Џарбором. Детективи убрзо откривају да је Нелсонова жена, тешко оболела од рака, платила Ребекином бившем мужу Роберту Форестеру да је убије пошто је открила превару свог мужа. |                       |                    |                                            |                      |           |                             |
| 6 | "Хондопоље"           | Ед Бјанки          | Мајкл С. Чернучин                          | 10. новембар 2010.   | 01007     | 6.80                        |
| Детективи Винтерс и Џарушалски истражују када је радник нафтне платформе пронађен мртав само неколико корака од обале на којој је радио. Убрзо откривају да се руководитељка нафтне платформе Валери Робертс обратила жртви у ноћи његове смрти и замолила га да иде на састанак са њом. Убрзо проналазе доказе који тврде да је убиство исход одбијања Робертсове од стране жртве и чињенице да је већина њених мушких колега гајила сексуалну љутину према њој јер је била жена. Када је Робертсова ангажовала славну заступницу Сару Гудвин, ЗОТ Декер и Стентонова схватају да морају да уложе још више да би извукли признање од оптужене. Међутим, Гудвинини прошли односи са Декером убрзо почињу да бацају сенку на суђење. |                       |                    |                                            |                      |           |                             |
| 7 | "Балон рукавац"       | Винсент Мисијано   | Ричард Сверен                              | 17. новембар 2010.   | 01008     | 7.84                        |
| Детективи Винтерс и Џарушалски истражују када је радник на одржавању пронађен убијен у реци коју је чистио само неколико сати раније. Случај убрзо добија забрињавајући преокрет када је откривено да је истраживао низ од осам убистава која су почињена у месном подручју почетком 1990-их. Детективи убрзо схватају да ниједно од убистава никада није било повезано и да е због тога низни убица успео да се провуче кроз радар. Међутим, изгледа да му је срећа окренула леђа када је само неколико сати касније почињено убиство које одговара МО-у изворних убистава. Случај доводи до његовог сарадника који већ неколико година живи под лажним именм и могао би да буде човек кога траже. ЗОТ Декер и Стантонова су узнемирени када је случај доспео на суд пошто су почетне оптужбе одбачене због техничких појединости у вези са добијањем ДНК, и због тога тужилаштво мора испочетка да изгради случај како би добили осуђујућу пресуду. |                       |                    |                                            |                      |           |                             |
| 8 | "Плаја виста"         | Џин де Сегонзек    | Џули Мартин                                | 1. децембар 2010.    | 01003     | 9.15                        |
| Детективи Винтерс и Џарушалски истражују када је професионална голферка Кристин Халстед пронађена убијена у свом стану. Њихова истрага доводи до великог професионалног голфера Чипа Џара, човека са добро познатим проблемом зависности од секса. Кристин је пратила Џара пошто је примећен са женом за коју је Кристин веровала да је њена девојка и да га је уцењивала претећи да ће рећи његовој жени. Међутим, пошто су сазнали да Џарова жена већ зна за његову неверу, детективи убрзо почињу да верују да је Кристин претила Џаровом сину Луку. Када је случај доспео на суд, ЗОТ Декер и Стентонова откривају да је он починио убиство по наређењу своје мајке Монике. |                       |                    |                                            |                      |           |                             |
| 9 | "Зума кањон"          | Том Дисило         | Ричард Сверен                              | 11. април 2011.      | 01014     | 6.10                        |
| Детективи Винтерс и Џарушалски истражују када је на прослави рођендана избило насиље, а више људи завршило мртво. Истрага води до власника куће који је радио на пројекту претварања заштићеног поља дроге у кањону Зума у стамбене блокове за сиромашне породице. Током тражења одговора, проналазе дечака који штити поље са дрогом и откривају да је он једини сведок који може да помогне у њиховом случају. Док детективи почињу да се приближавају осумњиченом, Винтерс је убијен у пуцњави у свој кући. Узнемирен смрћу свог најбољег пријатеља и сарадника, Џарушалски даје све од себе да обезбеди осумњиченог. ЗОТ Моралес и Прајсова морају да ризикују да узнемире мексичку владу тако што ће гонити оптужено. Међутим, пошто је једини сведок убијен у ћелији за притвор, случај се распада и убица је пуштен. Моралес покушава да убеди тужиоца Хардина да пронађе други начин да обезбеди осуду, али након оштрог упозорења доноси потресну одлуку да се врати у полицију и напусти тужилаштво. |                       |                    |                                            |                      |           |                             |
| 10 | "Сребрно језеро"      | Кристофер Мисијано | Питер Блонер                               | 11. април 2011.      | 01015     | 6.10                        |
| Детективи Моралес и Џарушалски истражују када је жена свирепо силована и убијена у рођеној кући док је њен муж био везан у купатилу, а њен син хладнокрвно убијен. Случај наводи детективе да открију низ сличних случајева које је починио низни силоватељ, а након кратке истраге, њихов главни осумњичени се појављује као поремећени агент Тајне службе Реј Гарсон. Када је случај доспео на суд, ЗОТ Декер и његова нова ортакиња ЗОТ Кони Рубироза боре се да убеде судију да настави са суђењем након поступака детектива Моралеса у вези са саслушањем окривљеног и искључења тела у случају убиства повезаног са низом силовања. Пошто случај виси о концу, Декер схвата да је његова једина нада да обезбеди осуду да развуче безбедну мрежу појединости како би ухватио убицу на лицу места. |                       |                    |                                            |                      |           |                             |
| 11 | "Источна Пасадена"    | Кристофер Мисијано | Ричард Сверен                              | 18. април 2011.      | 01019     | 5.12                        |
| Детективи Моралес и Џарушалски истражују када је потера великом брзином исходила откривањем тела жене. Убрзо почињу да сумњају на жртвиног дечка који је био љубоморан пошто је веровао да га је варала са једним од својих сарадника. Међутим, он открива податке који наводе детективе да верују да је жртва наишла на превару на свом радном месту у којој су радници савета наплаћивали 100 долара за лажне радне дозволе како би трговцима омогућили да раде у источној Пасадени. Убрзо откривају да је убиство жртве можда по налогу једног од највиших одборника на власти. Док траг истраге убиства открива огромно мићење у скупштини, делотворност детектива Моралеса као полицајца је под лупом пошто је побио двојицу осумњичених завереника за убиство жртве. ЗОТ Декер и Рубироза покушавају да одрже ред како случај добија јавни публицитет, а грађани почињу да се мобилишу у знак просведа. |                       |                    |                                            |                      |           |                             |
| 12 | "Бенедиктов кањон"    | Алекс Чепл         | Мајкл С. Чернучин                          | 25. април 2011.      | 01018     | 5.79                        |
| Детективи Моралес и Џарушалски истражују када је успешна холивудска стилисткиња Лили Вокер погођена у главу док је седела у својим колима. Отисци прстију на вратима кола доводе до осуђеног злочинца који је пуштен на условну слободу само три недеље пре убиства. Детективи га проналазе, али када се суочио са детективима, он врши самоубиство сопственим пиштољем. Убрзо откривају његову невиност у случају као и то да су отисци прстију на вратима кола узети из његовог стана и стављени на кола како би га оптужили. Случај убрзо доводи до Лилиног најбоље другарице и сараднице холивудске стилисткиње која је избачена по што је Лили открила да је незаконито држала новац који је припадао држави. Како возач сараднице стилисткиње признаје убиство почињено по њеном наређењу, ЗОТ ДЕкер и Рубироза проверавају појединости у нади да ће привести праву злочинку лицу правде. |                       |                    |                                            |                      |           |                             |
| 13 | "Реседа"              | Алекс Чепл         | Дејвид Метјус                              | 2. мај 2011.         | 01016     | 4.85                        |
| Детективи Моралес и Џарушалски истражују када је почињена пљачка банке под лажним изговором да је пљачкаш отео сина благајнице банке. Убрзо откривају да је дечак жив и здрав у школи, а слика која је показана благајници настала је на фотошопу у оближњем интернет кафеу. Слична побуда за другу пљачку убрзо испливава на површину, али док се детективи приближавају осумњиченом, Џарушалски се налази у опасности по живот, а млади полицијски регрут губи ногу у смртоносном праску. Када је случај доспео на суд, ЗОТ Декер и Рубироза покушавају да изврше трећи ударац на оптуженог након његових претходних осуда за убиство. Међутим, пошто је случај пропао због посредних доказа, тужилац Хардин покушава да победи у трећој оптужници по сваку цену покушавајући да кривично гони пљачкаша за крађу украденог бицикла. |                       |                    |                                            |                      |           |                             |
| 14 | "Рањон кањон"         | Роџер Јанг         | Мајкл С. Чернучин                          | 9. мај 2011.         | 01021     | 5.06                        |
| Детективи Моралес и Џарушалски истражују када је бруцошкиња Бет Гарет пронађена задављена на смрт у јавном парку у кањону Рањон. Откривају да је неколико сати пре убиства Бет била у сексуалним односима са двоје својих колега са факултета у напуштеној вили недалеко од кањона. Како су двојица осумњичених поричу сваку умешаност у убиство, невиност Бетине најбоље другарице је доведена у питање јер изгледа да је и она била у вили у ноћи Бетине смрти. Убрзо се открива траг и сво троје осумњичених признају да су силовала Бет, али сви тврде да је Бет успела да побегне и да нико од њих није крив за убиство. Када је истрага довела до месног педофила који је раније осуђиван јер је купио и нападао девојке, ЗОТ Декер и Рубироза су приморани да промене своју стратегију када су у последњем тренутку откривени докази који мењају игру. Признање осумњиченог који је успео да остане ван полицијске истраге постаје једина нада за преокрет случаја. |                       |                    |                                            |                      |           |                             |
| 15 | "Хејден тракт"        | Рене Балсер        | Рене Балсер                                | 16. мај 2011.        | 01022     | 4.36                        |
| Детективи Моралес и Џарушалски истражују када је луди нападач Лари Шепард отворио ватру током митинга са државном сенаторком Селест Келман. Током догађаја, хладнокрвно је побијено седморо невиних људи. Уз помоћ савремене технологије, детективи успевају да препознају чврст траг и могућу побуду за пуцњаву. Откривају да је Шепард веровао да је Келманова отела његову ћерку Аријел и да ће убиством Аријел наћи живу и здраву. Међутим, убрзо се открива да је Аријел у ствари измишљени лик из видео игрице за коју је Шепард веровао да је стварна. Моралес убрзо постаје забринут јер Џарушалкси нестаје без трага, а оно што он није знао је да је Џарушалски отпутовао у Мексико у покушају да пронађе убицу свог ортака Рекса Винтерса. |                       |                    |                                            |                      |           |                             |
| 16 | "Велика стена у Меси" | Хелен Шејвер       | Џули Мартин                                | 23. мај 2011.        | 01017     | 5.91                        |
| Детективи Моралес и Џарушалски истражују када је разорни пожар захватио брда Малибуа. Усред пожара откривају три тела која су пре него што су изгорела у ватри претрпела неку врсту тешке повред која је довела до њихових смрти. Међутим, трагови убрзо постају тањи на тлу када се открило да је у тренутку њихове смрти област у којој су пронађени била испражњена због предстојећег облака дима и прашине. Случај доводи до троје суседа који су раније имали проблема са станарима месног склоништа за бескућнике који су покушали да уђу у њихове куће да би пронашли храну и чисту воду. Сво троје оптужених убрзо поткрепљују причу једно другог - али нестало оружје убиства прети да баци цео случај у неред. ЗОТ Декер и Рубироза наилазе на неке податке кључне за случај и схватају да једном од оптужених може бити суђено више од оптужбе за убиство из нехата. |                       |                    |                                            |                      |           |                             |
| 17 | "Анђелов брежуљак"    | Винсент Мисијано   | Питер Блонер                               | 25. мај 2011.        | 01020     | 5.47                        |
| Детективи Моралес и Џарушалски истражују када је радник коцкарнице Џорџ Патрик пронађен убијен у свом хотелском купатилу након жестоке свађе са својим рођаком. Откривају да је његова супруга и дугогодишња девојка Кристин крала новац из његове коцкарнице како би финансирала друге пљачке засноване на везама омогућавајући јој тако да побегне у Њујорк са својим ортаком у злочину. Међутим, убрзо се чини да су оптужени само део много веће преваре која почиње. У покушају да осуде правог велеума, ЗОТ Декер и Рубироза невољно склапају договор са онима који су умешани. Али управо у тренутку док су то радили, заступник оптуженог за кривична дела оптужује детектива Моралеса да је добио признање путем застрашивања. Пошто је Моралес удаљен са дужности због свог понашања, на Џарушалском је да ослободи свог ортака. |                       |                    |                                            |                      |           |                             |
| 18 | "Пламер парк"         | Милан Чејлов       | Рене Балсер                                | 30. мај 2011.        | 01011     | 6.59                        |
| Детективи Винтерс и Џарушалски истражују када је отац двоје деце пронађен злобно убијен у својој кади. Истрага доводи до теорије да су двојица мушкараца на које су пуцала два полицајца по доласку у кућу жртве били отмичари који су покушавали да изнуде новац од жртвиних богатих руских рођака. Детективи убрзо откривају да су два мртва отмичара део ланца четворице који су допутовали из Москве да почине низ сличних злочина. Како докази о још једној отмици излазе на видело, детективи морају покушати да пронађу другу жртву пре него што и она буде убијена. Детективи разговарају са жениним мужем и ћерком који им даје видео снимак који су им киднапери послали на скајп. Пошто је жена пронађена безбедна и здрава, случај је избачен у потпуно ново светло када се отисак прста њеног мужа поклопио са отиском прста руског шпијуна који се претходно убацио у Белу кућу пре неких 10 година. ЗОТ Декер и Стентонова морају брзо да делују како би обезбедили осуду против отмичара пре него што његова два главна сведока буду изручена Русији од стране ИЦС-а због свог учешћа у убацивању у Белу кућу.Ова епизода означава тачку када се серија враћа на случајеве које је Винтерс истраживао пре своје смрти. |                       |                    |                                            |                      |           |                             |
| 19 | "Картајски круг"      | Род Холкомб        | Дебра Џ. Фишер                             | 6. јун 2011.         | 01010     | 6.35                        |
| Детективи Винтерс и Џарушалски истражују када је Корејку пронашао мртву њен сусед. Они одмах сумњиче њеног дечка за убиство пошто је његова кредитна картица коришћена за резервацију карте за воз у једном правцу, а његов новчаник је пронађен у контејнеру само неколико секунди од железничке станице. Међутим, детективи долазе до запањујућег открића када је тело дечка пронађено испод његове куће, убијено на сличан начин као и прва жртва. Случај води до гласачког места 128, гласачког места за који се друга жртва борила да прође, а који се односи на законитост истополних бракова у Лос Анђелесу. Детективи откривају да је друга жртва наишла на неке неправилности у гласачким петицијама – за које се у ствари испоставило да су кривотворени потписи – и да је убијен по упутствима вође гласачког тела Алана Корегона. ЗОТ Моралес и Прајсова морају да одлуче да ли ће кривично гонити убицу или ухапсити Корегона због преваре. Тужилац Хардин подстиче Моралеса да склопи договор са оба оптужена - али на његово запрепашћење, Моралес покушава да склопи договор под сопственим условима. |                       |                    |                                            |                      |           |                             |
| 20 | "Спокојно"            | Џин де СЕгонзек    | Питер Блонер                               | 20. јун 2011.        | 01012     | 6.05                        |
| Детективи Винтерс и Џарушалски истражују када је пуцњава у пословници за хипотеке исходила вишеструким смртним случајевима. Одмах сумњају на тројицу радника који су тог поподнева изостали из пословнице, међутим, убрзо постаје јасно ко је кривац. Када је случај доспео на суд, ЗОТ Декер и Стентонова морају да се суоче са заступником оптуженог који тврди да је цео случај заснован на расном профилисању пошто је његова странка једини Афроамериканац запослен у друштву. Управо у тренутку када су се тужиоци спремали да одбаце његову тврдњу, на интернету је постављен монтиран видео снимак поручнице Гонзалес у којој се тврди да је побуђена гоњењем црнаца преступника. Декер се обраћа ЗОТ Моралесу за помоћ у одбацивању оптужби против Гонзалесове - али да би обезбедио кривично гоњење, мора да пронађе изворни немонтирани снимак и да га прикаже пороти. |                       |                    |                                            |                      |           |                             |
| 21 | "Ван Најс"            | Винсент Мисијано   | Џули Мартин                                | 27. јун 2011.        | 01013     | 6.45                        |
| Детективи Винтерс и Џарушалски истражују када је петоро људи свирепо побијено на рођендану. Откривају да залиха дроге пронађена у ормару на месту рођендана можда указује на побуду убистава - али након неке истраге, верују да је случај погрешног идентитета можда исходио губитком живота неколико невиних људи. Откривају да је дотична дрога украдена из куће у Палмином пролећу само четири недеље раније — а убице које су тражиле дрогу веровале су да су станари у домаћинству лопови — међутим, убрзо се открива да је дрога подметнута да би се сместило станарима. ЗОТ Моралес и Прајсова су приморани да затраже помоћ ЗОТ Декера да осуде кривца. Али када је случај доспеое на суд, Декер је изненађен када је оптужени изнео тврдњу да није крив због неурачунљивости. |                       |                    |                                            |                      |           |                             |
| 22 | "Вествуд"             | Кристин Мур        | Џули Мартин                                | 11. јул 2011.        | 01009     | 4.70                        |
| Детективи Винтерс и Џарушалски истражују када је студент Хавијер Гомез пронађен убијен у студентском дому Универзитета "Калифорија". Откривају да је Хави био на трагу личног истражитеља који је њушкао око његове сестре по налогу оца њеног дечка. Као такав, отац њеног дечка је под сумњом за Хавијево убиство - али баш кад му се спремало суђење, пронађен је убијен на прилазу за кола испред своје куће. Хавијев отац одмах признаје убиство - али тврди да је деловао у самоодбрани пошто га је жртва ударила лопатом. Међутим, балистички извештај не поткрепљује његову причу па због тога ЗОТ Моралес и Прајсова морају да утврде да ли оптужени лаже или је друга страна крива за убиство. Како има сведока који је починио кривоклетство, оца који је превише заштитнички настројен према својој ћерки и више извештаја о догађајима, Моралес мора да открије истину пре него што буде прекасно. |                       |                    |                                            |                      |           |                             |

## Игрица
"Telltale Games" је првобитно требало да развије видео игру Ред и закон: ЛА која би требало да буде објављена 2011. Међутим, због отказивања серије, "Telltale Games" је одлучио да направи још једну игрицу смештену у истом универзуму под називом Ред и закон: Наслеђе.

## Кућни медији
Дана 20. септембра 2011. "Universal Pictures Home Entertainment " је објавио ДВД Ред и закон: Лос Анђелес − Цела серија у Региону 1.

## Пријем и гледаност
Серија Ред и закон: Лос Анђелес емитована је понедељком увече.
Деби серије прошао је прилично добро са 10,6 милиона гледалаца и просечну оцену 3,2 код гледалаца узраста од 18 до 49 година. То је било довољно да доминира у термину од 22:00 часа и НБЦ-у пружи нагледанију серију недељно и побољша просек временског интервала мреже за 63 одсто у односу на прошлу сезону. Мада ју је када се вратила преуређена у понедељак увече 11. априла 2011. са две епизоде тог дана гледало у просеку 6,10 милиона, епизода је имала 1,5/4% удела гледаности код гледалаца узраста од 18 до 49 година.
| Сезона    | Бр. епизода | Термин                                              | Почетак сезоне      | Крај сезоне   | ТВ сезона | Удео гледаности | Бр. гледалаца (у милионима) |
| --------- | ----------- | --------------------------------------------------- | ------------------- | ------------- | --------- | --------------- | --------------------------- |
| 1. сезона | 22          | Среда 22:00 часа (2010) Понедељак 22:00 часа (2011) | 29. септембар 2010. | 11. јул 2011. | 2010–11   | #59             | 7.74                        |